# Jüdischer Friedhof Groß-Enzersdorf

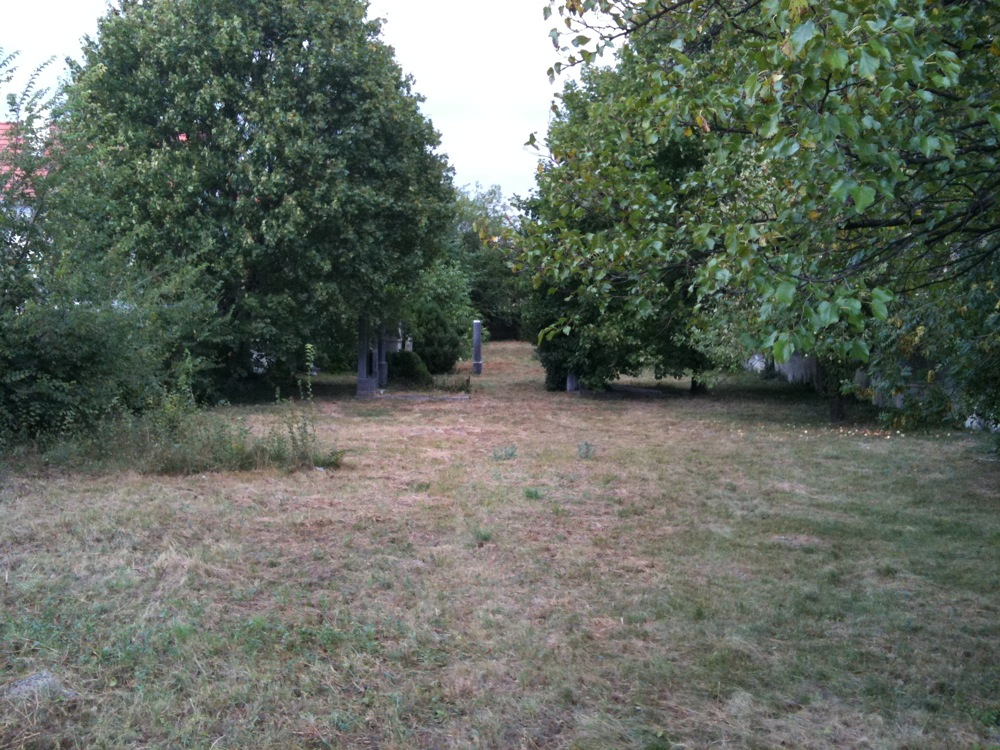
Jüdischer Friedhof in Groß-Enzersdorf

Der Jüdische Friedhof Groß-Enzersdorf befindet sich in Neu-Oberhausen in der Stadtgemeinde Groß-Enzersdorf im Bezirk Gänserndorf in Niederösterreich. Der Friedhof steht unter Denkmalschutz (Listeneintrag).

## Geschichte
Der Jüdische Friedhof wurde 1889 angelegt. 1908 kam es zur Gründung einer Israelitischen Kultusgemeinde. Die letzte Bestattung datiert auf das Jahr 1938.

## Friedhof
Der Friedhof östlich von Groß-Enzersdorf umfasst eine Fläche von 1180 m² und 86 Grabstellen. Die Grabsteine wurden wieder aufgestellt.